# ۱۶۹۸ (میلادی)
۱۶۹۸ (میلادی) هزار و ششصد و نود و هشتمین سال تقویم میلادی است.

## زادگان
- ۱۷ ژوئیه – پییر لوئی موپرتویس، فیلسوف، زیست‌شناس، ستاره‌شناس، ریاضی‌دان، دانشمند، و فیزیک‌دان فرانسوی (د. ۱۷۵۹)